# Pleione × confusa
Pleione × confusa är en hybrid i släktet Pleione och familjen orkidéer. Den är en hybrid mellan P. albiflora och P. forrestii, och beskrevs av Phillip James Cribb och Chen Zi Tang.

## Utbredning
Växten förekommer i västra Yunnan i Kina. Den odlas även som krukväxt.